# (16459) Barth
(16459) Barth est un astéroïde de la ceinture principale.

## Description
(16459) Barth est un astéroïde de la ceinture principale. Il fut découvert le 28 novembre 1989 à Tautenburg par Freimut Börngen. Il présente une orbite caractérisée par un demi-grand axe de 2,41 UA, une excentricité de 0,22 et une inclinaison de 2,7° par rapport à l'écliptique.

## Compléments